# Hypoperigea
Hypoperigea là một chi bướm đêm thuộc họ Noctuidae.

## Các loài
- Hypoperigea lunulata Holloway, 1979
- Hypoperigea medionota Hampson, 1920
- Hypoperigea tonsa (Guenée, 1852)
- Hypoperigea turpis (Walker, [1858])